# Cầu mây bãi biển tại Đại hội Thể thao Bãi biển châu Á 2016
Môn cầu mây bãi biển thi đấu cạnh tranh tại Đại hội Thể thao Bãi biển châu Á 2016 đang diễn ra ở Đà Nẵng, Việt Nam từ ngày 25 tháng 9 đến ngày 2 tháng 10 năm 2016 tại bãi biển Mỹ Khê.

## Danh sách huy chương
| Nội dung     | Vàng | Bạc | Đồng |
| ------------ | --- | --- | --- |
| Trio nam     | Myanmar · Aung Myo Swe · Thant Zin Oo · Wai Lin Aung · Myo Myint Zaw · Aung Myo Naing | Lào · Alounsack Khounmeuangsene · Daovy Sanavongxay · Noum Souvannalith · Phitthasanh Bounpaseuth · Vanhkham Sonmani | Indonesia · Wisnu Dwi Suhantoro · Yudi Purnomo · Andi Paturay · Syaifudin · Arfin |
| Trio nam     | Myanmar · Aung Myo Swe · Thant Zin Oo · Wai Lin Aung · Myo Myint Zaw · Aung Myo Naing | Lào · Alounsack Khounmeuangsene · Daovy Sanavongxay · Noum Souvannalith · Phitthasanh Bounpaseuth · Vanhkham Sonmani | Brunei · Abdul Hadi Ariffin Matali · Alliffuddin Jamaludin · Zatie Hidayat Saidi · Md Selamat Yakup |
| Regu nam     | Thái Lan · Komkid Suapimpa · Uthen Kukheaw · Phakpong Dejaroen · Yotsawat Uthaijaronsri · Seksan Tubtong · Jackrit Wijara | Myanmar · Aung Myo Swe · Thant Zin Oo · Wai Lin Aung · Myo Myint Zaw · Aung Myo Naing · Aung Naing Oo | Indonesia · Wisnu Dwi Suhantoro · Yudi Purnomo · Andi Paturay · Syaifudin · Arfin |
| Regu nam     | Thái Lan · Komkid Suapimpa · Uthen Kukheaw · Phakpong Dejaroen · Yotsawat Uthaijaronsri · Seksan Tubtong · Jackrit Wijara | Myanmar · Aung Myo Swe · Thant Zin Oo · Wai Lin Aung · Myo Myint Zaw · Aung Myo Naing · Aung Naing Oo | Lào · Alounsack Khounmeuangsene · Daovy Sanavongxay · Noum Souvannalith · Phitthasanh Bounpaseuth · Anousone Vilavongsa · Vanhkham Sonmani                                                                                  |
| Đồng đội nam | Thái Lan · Komkid Suapimpa · Uthen Kukheaw · Aphisak Sarachon · Phakpong Dejaroen · Thinnagon Phanted · Alongkon Raoklang · Yotsawat Uthaijaronsri · Sornpithak Sriring · Wannimit Promdee · Seksan Tubtong · Jackrit Wijara · Tanusard Ravirod    | Việt Nam · Bùi Trung Mạnh · Lê Phúc Phương · Huỳnh Đức Quý · Phạm Văn Cường · Lê Anh Tuấn · Bùi Thanh Sang · Liêu Ngọc · Châu Hận · Nguyễn Trường Quyết · Lê Văn Nghĩa · Nguyễn Quốc Bằng · Trần Ngọc Vũ                             | Malaysia · Shahrul Ahmad Kamal · Anwar Saadon · Noraizat Mohd Nordin · Nur Akram Mustalib · Lutfil Hadi Azmi · Afiq Aiman Zairi · Hafizzudin Zulkifle · Mustaqim Zainordin · Wan Mohd Syazwan Asri · Ahmad Badrie Amin Azmi |
| Đồng đội nam | Thái Lan · Komkid Suapimpa · Uthen Kukheaw · Aphisak Sarachon · Phakpong Dejaroen · Thinnagon Phanted · Alongkon Raoklang · Yotsawat Uthaijaronsri · Sornpithak Sriring · Wannimit Promdee · Seksan Tubtong · Jackrit Wijara · Tanusard Ravirod    | Việt Nam · Bùi Trung Mạnh · Lê Phúc Phương · Huỳnh Đức Quý · Phạm Văn Cường · Lê Anh Tuấn · Bùi Thanh Sang · Liêu Ngọc · Châu Hận · Nguyễn Trường Quyết · Lê Văn Nghĩa · Nguyễn Quốc Bằng · Trần Ngọc Vũ                             | Hàn Quốc · Choi Yong-rim · Lee Min-soo · Nam Sang-hun · Choi Mun-jung · Wi Seong-uk · Yoon In-chul · Cho Jin-hyeok · Nam Gyu-ho · Kim Min-hyeok                                                                             |
| Trio nữ      | Việt Nam · Nguyễn Thái Linh · Trần Hồng Nhung · Đỗ Thị Nguyên · Trần Thị Việt Mỹ · Nguyễn Thị Mỹ | Myanmar · Nant Yin Yin Myint · Su Tin Zar Naing · Khin Hnin Wai · Thin Zar Soe Nyunt · Phyu Phyu Than | Lào · Nouandam Volabouth · Koy Xayavong · Norkham Vongxay · Chiep Banxavang · Damdouane Lattanavongsa |
| Trio nữ      | Việt Nam · Nguyễn Thái Linh · Trần Hồng Nhung · Đỗ Thị Nguyên · Trần Thị Việt Mỹ · Nguyễn Thị Mỹ | Myanmar · Nant Yin Yin Myint · Su Tin Zar Naing · Khin Hnin Wai · Thin Zar Soe Nyunt · Phyu Phyu Than | Philippines · Gelyn Evora · Josefina Maat · Deseree Autor |
| Regu nữ      | Thái Lan · Thiwaphon Nueangchamnong · Nisa Thanaattawut · Somruedee Pruepruk · Thidarat Soda · Orathai Buasri · Jariya Seesawad | Việt Nam · Nguyễn Thái Linh · Trần Hồng Nhung · Phạm Thị Nguyệt · Đỗ Thị Nguyên · Nguyễn Thị Mỹ · Thạch Thị Mỹ Linh | Myanmar · Nant Yin Yin Myint · Su Tin Zar Naing · Khin Hnin Wai · Su Mon Aung · Thin Zar Soe Nyunt · Phyu Phyu Than |
| Regu nữ      | Thái Lan · Thiwaphon Nueangchamnong · Nisa Thanaattawut · Somruedee Pruepruk · Thidarat Soda · Orathai Buasri · Jariya Seesawad | Việt Nam · Nguyễn Thái Linh · Trần Hồng Nhung · Phạm Thị Nguyệt · Đỗ Thị Nguyên · Nguyễn Thị Mỹ · Thạch Thị Mỹ Linh | Trung Quốc · Zhang Yanan · Wang Qiyue · Qin Tong · Zhai Heyang |
| Đồng đội nữ  | Thái Lan · Apinya Thongpoo · Thiwaphon Nueangchamnong · Natkidta Inbua · Nisa Thanaattawut · Nongnuch Inruengsorn · Somruedee Pruepruk · Jiranan Bunvisas · Thidarat Soda · Siriphol Chaiyasit · Orathai Buasri · Jariya Seesawad · Priyapat Saton | Việt Nam · Nguyễn Thái Linh · Trần Hồng Nhung · Nguyễn Thị Hiến · Phạm Thị Nguyệt · Nguyễn Thị Mơ · Đỗ Thị Nguyên · Trần Thị Việt Mỹ · Trần Thị Kiều Anh · Nguyễn Thị Yến · Nguyễn Thị Mỹ · Thạch Thị Mỹ Linh · Nguyễn Thị Kiều Oanh | Lào · Ladsamee Vilaysouk · Nouandam Volabouth · Koy Xayavong · Norkham Vongxay · Chiep Banxavang · Santisouk Chandala · Damdouane Lattanavongsa · Falida Douangmala                                                         |
| Đồng đội nữ  | Thái Lan · Apinya Thongpoo · Thiwaphon Nueangchamnong · Natkidta Inbua · Nisa Thanaattawut · Nongnuch Inruengsorn · Somruedee Pruepruk · Jiranan Bunvisas · Thidarat Soda · Siriphol Chaiyasit · Orathai Buasri · Jariya Seesawad · Priyapat Saton | Việt Nam · Nguyễn Thái Linh · Trần Hồng Nhung · Nguyễn Thị Hiến · Phạm Thị Nguyệt · Nguyễn Thị Mơ · Đỗ Thị Nguyên · Trần Thị Việt Mỹ · Trần Thị Kiều Anh · Nguyễn Thị Yến · Nguyễn Thị Mỹ · Thạch Thị Mỹ Linh · Nguyễn Thị Kiều Oanh | Ấn Độ · Annam Tharangini · Valarmathi Raja · Nachammai Kannappan · Namita Sinha · Mamuni Mahata · Indhu Krishna Arumugam · Thamarai Selvi · Thirumalai Rajan                                                                |

## Bảng huy chương
| 1         | Thái Lan    | 4 | 0 | 0  | 4  |
| 2         | Việt Nam    | 1 | 3 | 0  | 4  |
| 3         | Myanmar     | 1 | 2 | 1  | 4  |
| 4         | Lào         | 0 | 1 | 3  | 4  |
| 5         | Indonesia   | 0 | 0 | 2  | 2  |
| 6         | Brunei      | 0 | 0 | 1  | 1  |
| 6         | Trung Quốc  | 0 | 0 | 1  | 1  |
| 6         | Ấn Độ       | 0 | 0 | 1  | 1  |
| 6         | Malaysia    | 0 | 0 | 1  | 1  |
| 6         | Philippines | 0 | 0 | 1  | 1  |
| 6         | Hàn Quốc    | 0 | 0 | 1  | 1  |
| Tổng cộng | Tổng cộng   | 6 | 6 | 12 | 24 |

## Kết quả

### Trio nam

#### Vòng sơ bộ

##### Bảng A
| Đội       | St | T | B | SF | SA | Điểm |
| --------- | -- | - | - | -- | -- | ---- |
| Indonesia | 3  | 3 | 0 | 6  | 1  | 6    |
| Brunei    | 3  | 2 | 1 | 5  | 2  | 4    |
| Ấn Độ     | 3  | 1 | 2 | 2  | 4  | 2    |
| Nepal     | 3  | 0 | 3 | 0  | 6  | 0    |

| Ngày       |        | Tỷ số |           | Set 1 | Set 2 | Set 3 |
| ---------- | ------ | ----- | --------- | ----- | ----- | ----- |
| 25 tháng 9 | Brunei | 1–2   | Indonesia | 12–21 | 21–15 | 13–21 |
| 25 tháng 9 | Ấn Độ  | 0–2   | Indonesia | 23–25 | 12–21 |       |
| 25 tháng 9 | Brunei | 2–0   | Ấn Độ     | 21–8  | 21–12 |       |
| 25 tháng 9 | Ấn Độ  | 2–0   | Nepal     | 21–11 | 21–13 |       |
| 26 tháng 9 | Brunei | 2–0   | Nepal     | 21–4  | 21–6  |       |
| 26 tháng 9 | Nepal  | 0–2   | Indonesia | 14–21 | 13–21 |       |

##### Bảng B
| Đội      | St | T | B | SF | SA | Điểm |
| -------- | -- | - | - | -- | -- | ---- |
| Myanmar  | 3  | 3 | 0 | 6  | 0  | 6    |
| Lào      | 3  | 2 | 1 | 4  | 2  | 4    |
| Việt Nam | 3  | 1 | 2 | 2  | 4  | 2    |
| Hàn Quốc | 3  | 0 | 3 | 0  | 6  | 0    |

| Ngày       |          | Tỷ số |          | Set 1 | Set 2 | Set 3 |
| ---------- | -------- | ----- | -------- | ----- | ----- | ----- |
| 25 tháng 9 | Hàn Quốc | 0–2   | Việt Nam | 6–21  | 11–21 |       |
| 25 tháng 9 | Lào      | 0–2   | Myanmar  | 13–21 | 12–21 |       |
| 25 tháng 9 | Hàn Quốc | 0–2   | Lào      | 6–21  | 13–21 |       |
| 25 tháng 9 | Việt Nam | 0–2   | Myanmar  | 16–21 | 14–21 |       |
| 26 tháng 9 | Hàn Quốc | 0–2   | Myanmar  | 10–21 | 4–21  |       |
| 26 tháng 9 | Việt Nam | 0–2   | Lào      | 15–21 | 16–21 |       |

#### Vòng đấu loại trực tiếp
|  | Bán kết 26 tháng 9 | Bán kết 26 tháng 9 | Bán kết 26 tháng 9 | Bán kết 26 tháng 9 | Bán kết 26 tháng 9 |  |  | Huy chương vàng 27 tháng 9 | Huy chương vàng 27 tháng 9 | Huy chương vàng 27 tháng 9 | Huy chương vàng 27 tháng 9 | Huy chương vàng 27 tháng 9 |
|  |                    |                    |                    |                    |                    |  |  |                            |                            |                            |                            |                            |
|  | Indonesia          | Indonesia          | 15                 | 4                  |                    |  |  |                            |                            |                            |                            |                            |
|  | Lào                | Lào                | 21                 | 21                 |                    |  |  | Lào                        | Lào                        | 23                         | 18                         |                            |
|  | Myanmar            | Myanmar            | 19                 | 21                 | 21                 |  |  | Myanmar                    | Myanmar                    | 25                         | 21                         |                            |
|  | Brunei             | Brunei             | 21                 | 5                  | 14                 |  |  |                            |                            |                            |                            |                            |
|  |                    |                    |                    |                    |                    |  |  |                            |                            |                            |                            |                            |
|  |                    |                    |                    |                    |                    |  |  |                            |                            |                            |                            |                            |
|  |                    |                    |                    |                    |                    |  |  |                            |                            |                            |                            |                            |

### Regu nam

#### Vòng sơ bộ

##### Bảng A
| Đội      | Str | T | B | SF | SA | Điểm |
| -------- | --- | - | - | -- | -- | ---- |
| Thái Lan | 3   | 3 | 0 | 6  | 0  | 6    |
| Lào      | 3   | 2 | 1 | 4  | 2  | 4    |
| Việt Nam | 3   | 1 | 2 | 2  | 5  | 2    |
| Malaysia | 3   | 0 | 3 | 1  | 6  | 0    |

| Ngày       |          | Tỷ số |          | Set 1 | Set 2 | Set 3 |
| ---------- | -------- | ----- | -------- | ----- | ----- | ----- |
| 27 tháng 9 | Thái Lan | 2–0   | Việt Nam | 21–7  | 21–12 |       |
| 27 tháng 9 | Lào      | 2–0   | Malaysia | 21–17 | 21–15 |       |
| 28 tháng 9 | Thái Lan | 2–0   | Lào      | 21–12 | 21–14 |       |
| 28 tháng 9 | Việt Nam | 2–1   | Malaysia | 21–12 | 17–21 | 21–18 |
| 28 tháng 9 | Thái Lan | 2–0   | Malaysia | 21–12 | 21–12 |       |
| 28 tháng 9 | Việt Nam | 0–2   | Lào      | 16–21 | 20–22 |       |

##### Bảng B
| Đội       | Str | T | B | SF | SA | Điểm |
| --------- | --- | - | - | -- | -- | ---- |
| Myanmar   | 3   | 3 | 0 | 6  | 0  | 6    |
| Indonesia | 3   | 2 | 1 | 4  | 3  | 4    |
| Brunei    | 3   | 1 | 2 | 3  | 4  | 2    |
| Nepal     | 3   | 0 | 3 | 0  | 6  | 0    |

| Ngày       |           | Tỷ số |         | Set 1 | Set 2 | Set 3 |
| ---------- | --------- | ----- | ------- | ----- | ----- | ----- |
| 27 tháng 9 | Indonesia | 2–0   | Nepal   | 21–17 | 24–22 |       |
| 27 tháng 9 | Myanmar   | 2–0   | Brunei  | 21–13 | 21–12 |       |
| 28 tháng 9 | Indonesia | 0–2   | Myanmar | 11–21 | 19–21 |       |
| 28 tháng 9 | Nepal     | 0–2   | Brunei  | 14–21 | 8–21  |       |
| 28 tháng 9 | Indonesia | 2–1   | Brunei  | 13–21 | 21–18 | 21–15 |
| 28 tháng 9 | Nepal     | 0–2   | Myanmar | 12–21 | 11–21 |       |

#### Vòng đấu loại trực tiếp
29 tháng 9
|  | Bán kết   | Bán kết   | Bán kết | Bán kết | Bán kết |  |  | Huy chương vàng | Huy chương vàng | Huy chương vàng | Huy chương vàng | Huy chương vàng |
|  |           |           |         |         |         |  |  |                 |                 |                 |                 |                 |
|  | Thái Lan  | Thái Lan  | 21      | 21      |         |  |  |                 |                 |                 |                 |                 |
|  | Indonesia | Indonesia | 18      | 7       |         |  |  | Thái Lan        | Thái Lan        | 21              | 21              |                 |
|  | Lào       | Lào       | 8       | 21      | 19      |  |  | Myanmar         | Myanmar         | 8               | 9               |                 |
|  | Myanmar   | Myanmar   | 21      | 15      | 21      |  |  |                 |                 |                 |                 |                 |
|  |           |           |         |         |         |  |  |                 |                 |                 |                 |                 |
|  |           |           |         |         |         |  |  |                 |                 |                 |                 |                 |
|  |           |           |         |         |         |  |  |                 |                 |                 |                 |                 |

### Đồng đội nam
| Hạng | Đội      | Str | T | B | RF | RA | Điểm |
| ---- | -------- | --- | - | - | -- | -- | ---- |
| 1    | Thái Lan | 4   | 4 | 0 | 12 | 0  | 8    |
| 2    | Việt Nam | 4   | 3 | 1 | 9  | 3  | 6    |
| 3    | Malaysia | 4   | 2 | 2 | 5  | 7  | 4    |
| 3    | Hàn Quốc | 4   | 1 | 3 | 2  | 10 | 2    |
| 5    | Ấn Độ    | 4   | 0 | 4 | 2  | 10 | 0    |

| Ngày        |          | Tỷ số |          | Regu 1 | Regu 2 | Regu 3 |
| ----------- | -------- | ----- | -------- | ------ | ------ | ------ |
| 30 tháng 9  | Thái Lan | 3–0   | Hàn Quốc | 2–0    | 2–0    | 2–0    |
| 30 tháng 9  | Malaysia | 0–3   | Việt Nam | 0–2    | 0–2    | 0–2    |
| 30 tháng 9  | Việt Nam | 3–0   | Ấn Độ    | 2–0    | 2–0    | 2–0    |
| 30 tháng 9  | Thái Lan | 3–0   | Malaysia | 2–0    | 2–0    | 2–0    |
| 01 tháng 10 | Malaysia | 3–0   | Hàn Quốc | 2–0    | 2–0    | 2–1    |
| 01 tháng 10 | Thái Lan | 3–0   | Ấn Độ    | 2–0    | 2–0    | 2–0    |
| 01 tháng 10 | Thái Lan | 3–0   | Việt Nam | 2–0    | 2–0    | 2–0    |
| 01 tháng 10 | Hàn Quốc | 2–1   | Ấn Độ    | 0–2    | 2–0    | 2–1    |
| 02 tháng 10 | Malaysia | 2–1   | Ấn Độ    | 2–0    | 0–2    | 2–0    |
| 02 tháng 10 | Việt Nam | 3–0   | Hàn Quốc | 2–0    | 2–0    | 2–0    |

### Trio nữ

#### Vòng sơ bộ

##### Bảng A
| Đội         | St | T | B | SF | SA | Điểm |
| ----------- | -- | - | - | -- | -- | ---- |
| Lào         | 2  | 2 | 0 | 4  | 0  | 4    |
| Philippines | 2  | 1 | 1 | 2  | 2  | 2    |
| Ấn Độ       | 2  | 0 | 2 | 0  | 4  | 0    |

| Ngày       |       | Tỷ số |             | Set 1 | Set 2 | Set 3 |
| ---------- | ----- | ----- | ----------- | ----- | ----- | ----- |
| 25 tháng 9 | Lào   | 2–0   | Ấn Độ       | 21–8  | 21–8  |       |
| 25 tháng 9 | Lào   | 2–0   | Philippines | 21–13 | 22–20 |       |
| 26 tháng 9 | Ấn Độ | 0–2   | Philippines | 8–21  | 2–21  |       |

##### Bảng B
| Đội        | St | T | B | SF | SA | Điểm |
| ---------- | -- | - | - | -- | -- | ---- |
| Việt Nam   | 2  | 2 | 0 | 4  | 0  | 4    |
| Myanmar    | 2  | 1 | 1 | 2  | 2  | 2    |
| Trung Quốc | 2  | 0 | 2 | 0  | 4  | 0    |

| Ngày       |            | Tỷ số |            | Set 1 | Set 2 | Set 3 |
| ---------- | ---------- | ----- | ---------- | ----- | ----- | ----- |
| 25 tháng 9 | Myanmar    | 2–0   | Trung Quốc | 21–19 | 21–9  |       |
| 25 tháng 9 | Myanmar    | 0–2   | Việt Nam   | 17–21 | 15–21 |       |
| 26 tháng 9 | Trung Quốc | 0–2   | Việt Nam   | 17–21 | 15–21 |       |

#### Vòng đấu loại trực tiếp
|  | Bán kết 26 tháng 9 | Bán kết 26 tháng 9 | Bán kết 26 tháng 9 | Bán kết 26 tháng 9 | Bán kết 26 tháng 9 |  |  | Huy chương vàng 27 tháng 9 | Huy chương vàng 27 tháng 9 | Huy chương vàng 27 tháng 9 | Huy chương vàng 27 tháng 9 | Huy chương vàng 27 tháng 9 |
|  |                    |                    |                    |                    |                    |  |  |                            |                            |                            |                            |                            |
|  | Lào                | Lào                | 10                 | 17                 |                    |  |  |                            |                            |                            |                            |                            |
|  | Myanmar            | Myanmar            | 21                 | 21                 |                    |  |  | Myanmar                    | Myanmar                    | 9                          | 15                         |                            |
|  | Việt Nam           | Việt Nam           | 21                 | 21                 |                    |  |  | Việt Nam                   | Việt Nam                   | 21                         | 21                         |                            |
|  | Philippines        | Philippines        | 11                 | 11                 |                    |  |  |                            |                            |                            |                            |                            |
|  |                    |                    |                    |                    |                    |  |  |                            |                            |                            |                            |                            |
|  |                    |                    |                    |                    |                    |  |  |                            |                            |                            |                            |                            |
|  |                    |                    |                    |                    |                    |  |  |                            |                            |                            |                            |                            |

### Regu nữ
| Hạng | Đội        | Str | T | B | SF | SA | Điểm |
| ---- | ---------- | --- | - | - | -- | -- | ---- |
| 1    | Thái Lan   | 3   | 3 | 0 | 6  | 0  | 6    |
| 2    | Việt Nam   | 3   | 2 | 1 | 4  | 2  | 4    |
| 3    | Myanmar    | 3   | 1 | 2 | 2  | 4  | 2    |
| 3    | Trung Quốc | 3   | 0 | 3 | 0  | 6  | 0    |

| Ngày       |          | Tỷ số |            | Set 1 | Set 2 | Set 3 |
| ---------- | -------- | ----- | ---------- | ----- | ----- | ----- |
| 27 tháng 9 | Thái Lan | 2–0   | Việt Nam   | 21–12 | 21–10 |       |
| 27 tháng 9 | Myanmar  | 2–0   | Trung Quốc | 21–15 | 21–17 |       |
| 28 tháng 9 | Thái Lan | 2–0   | Trung Quốc | 21–10 | 21–14 |       |
| 28 tháng 9 | Myanmar  | 0–2   | Việt Nam   | 12–21 | 18–21 |       |
| 28 tháng 9 | Thái Lan | 2–0   | Myanmar    | 21–8  | 21–16 |       |
| 28 tháng 9 | Việt Nam | 2–0   | Trung Quốc | 21–19 | 21–13 |       |

#### Vòng đấu loại trực tiếp
29 September
|  | Bán kết   | Bán kết   | Bán kết | Bán kết | Bán kết |  |  | Huy chương vàng | Huy chương vàng | Huy chương vàng | Huy chương vàng | Huy chương vàng |
|  |           |           |         |         |         |  |  |                 |                 |                 |                 |                 |
|  | Thái Lan  | Thái Lan  | 21      | 21      |         |  |  |                 |                 |                 |                 |                 |
|  | Indonesia | Indonesia | 18      | 7       |         |  |  | Thái Lan        | Thái Lan        | 21              | 21              |                 |
|  | Lào       | Lào       | 8       | 21      | 19      |  |  | Myanmar         | Myanmar         | 8               | 9               |                 |
|  | Myanmar   | Myanmar   | 21      | 15      | 21      |  |  |                 |                 |                 |                 |                 |
|  |           |           |         |         |         |  |  |                 |                 |                 |                 |                 |
|  |           |           |         |         |         |  |  |                 |                 |                 |                 |                 |
|  |           |           |         |         |         |  |  |                 |                 |                 |                 |                 |

### Đồng đội nữ
| Hạng | Đội      | Str | T | B | RF | RA | Điểm |
| ---- | -------- | --- | - | - | -- | -- | ---- |
| 1    | Thái Lan | 4   | 4 | 0 | 12 | 0  | 8    |
| 2    | Việt Nam | 4   | 3 | 1 | 9  | 3  | 6    |
| 3    | Malaysia | 4   | 2 | 2 | 5  | 7  | 4    |
| 3    | Hàn Quốc | 4   | 1 | 3 | 2  | 10 | 2    |
| 5    | Ấn Độ    | 4   | 0 | 4 | 2  | 10 | 0    |

| Ngày        |          | Tỉ số |          | Regu 1 | Regu 2 | Regu 3 |
| ----------- | -------- | ----- | -------- | ------ | ------ | ------ |
| 29 tháng 9  | Lào      | 1–2   | Việt Nam | 0–2    | 0–2    | 2–1    |
| 29 tháng 9  | Ấn Độ    | 0–3   | Thái Lan | 0–2    | 0–2    | 0–2    |
| 30 tháng 9  | Lào      | 3–0   | Ấn Độ    | 2–0    | 2–0    | 2–0    |
| 30 tháng 9  | Việt Nam | 0–3   | Thái Lan | 0–2    | 0–2    | 0–2    |
| 01 tháng 10 | Lào      | 0–3   | Thái Lan | 0–2    | 0–2    | 0–2    |
| 01 tháng 10 | Việt Nam | 3–0   | Ấn Độ    | 2–0    | 2–0    | 2–0    |

## Liên kết
- Website chính thức

Bản mẫu:Asian Beach Games Beach sepak takraw